# 兵庫県立姫路しらさぎ特別支援学校
兵庫県立姫路しらさぎ特別支援学校（ひょうごけんりつ ひめじしらさぎとくべつしえんがっこう）は、兵庫県姫路市にある特別支援学校。
兵庫県立姫路特別支援学校の児童・生徒数増大に伴い校区を分割して設置された経緯から、知的障害のある児童・生徒を対象としている。

## 沿革
- 2013年11月1日：兵庫県立姫路商業高等学校第三校舎内に開校準備室が設置。
- 2014年4月1日：開校

## 設置学部
- 小学部
- 中学部
- 高等部

## 通学区域
姫路市のうち、安室・高丘・書写・大白書・琴陵・飾磨西・夢前・広畑・大津・網干・朝日・林田・置塩・鹿谷・菅野・安富・山陽（手柄・荒川小学校校区のみ)の各中学校区にあたる区域。おおむね姫路市の西半分にあたる。